# RVSV
De Rotterdamse Vrouwelijke Studenten Vereeniging (RVSV) is een studentenvereniging in Rotterdam.

## Geschiedenis
De Rotterdamsche Vrouwelijke Studenten Vereeniging werd twee jaar na de opening van de Nederlandsche Handels-Hoogeschool opgericht in 1915. Op 12 februari 1916 werd de Koninklijke goedkeuring der Statuten verleend, iets dat in die tijd noodzakelijk was voor het oprichten van een vereniging. Na verhuizingen van de Heemraadssingel 329b en de Avenue Concordia 80 is de R.V.S.V. sinds 1973 gehuisvest aan de Robert Baeldestraat 55. Na een grondige verbouwing van de verenigingsruimte in 1990 is het officiële adres van de R.V.S.V. Willem Ruyslaan 131. De R.V.S.V. deelt haar gebouw met het Rotterdamsch Studenten Corps. Beide verenigingen hebben echter elk een apart deel van het gebouw ingericht als hun eigen sociëteit. 
Ieder jaar voor aanvang van het nieuwe collegejaar vindt in Rotterdam de Eurekaweek plaats, waarin "Eureka" staat voor Erasmus Universiteit Rotterdam Eerstejaars Kennismakings Activiteiten. 
De Eurekaweek is de introductieweek voor aankomende studenten die in Rotterdam gaan studeren. In deze week maken de aankomend studenten kennis met de stad Rotterdam, de Universiteit of HBO instelling en met de studentenverenigingen. 
De Rotterdamsche Vrouwelijke Studenten Vereeniging (RVSV) organiseert elke dag tijdens deze week een middag- en avondprogramma.
Sinds 1 augustus 2017 is de RVSV gefuseerd met het Rotterdamsch Studenten Corps, onder de noemer RSC/RVSV.

## Activiteiten
Jaarlijks organiseert de RVSV een aantal evenementen voor de stad. Zo wordt met het RSC samengewerkt in Stichting Best. Door deze stichting wordt o.a. de jaarlijkse Rotterdamse Sint Nicolaas Intocht georganiseerd en meerdere malen per jaar gecollecteerd. Binnen de vereniging kunnen verscheidene sporten beoefend worden, zoals roeien,  tennis, hockey, zeilen en paardrijden. Op het gebied van cultuur is er toneel, fotografie en muziek. De RVSV brengt meerdere malen per jaar het Rotterdamsche Studentenblad "De Skylla" uit en publiceert jaarlijks de Rotterdamsche Studenten Almanak.

## Bekende (oud-)leden
- Neelie Kroes (1941), politica en bestuurder.
- Marianne Thieme (1972), dierenactiviste en politica
- Marguerite Soeteman-Reijnen (1966), zakenvrouwen bestuurder